# Escil·la (filla de Nisos)

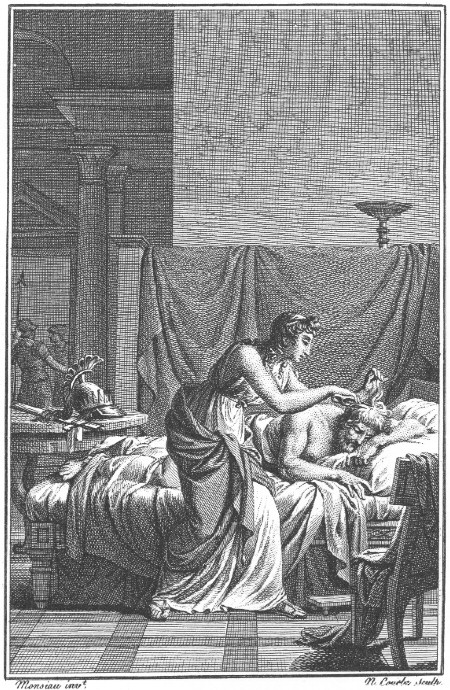
Escil·la i Nisos. Nicolas-André Monsiau

Escil·la (en grec Σκύλλα), segons la mitologia grega, va ser una filla de Nisos, rei de Mègara.
Quan Minos declarà la guerra al seu pare, per venjar l'assassinat del seu fill Androgeu, Escil·la es va enamorar d'aquell estranger. Nisos era invencible mentre conservés un cabell porpra (altres diuen d'or) que el feia invencible. Ella, per donar la victòria a l'home del que s'havia enamorat, li va tallar el cabell màgic quan Minos li va prometre que es casaria amb ella. Minos s'apoderà de Mègara, però horroritzat pel crim d'Escil·la la va lligar a la proa de la seva nau i la noia es va ofegar (o, segons una variant, ella mateixa li va anar a darrere nedant).
Els déus es van compadir d'ella i la van transformar en un ocell marí, el martinet blanc.